# Tiy
|  | Per a altres significats, vegeu «Tiy (esposa de Ramsès III)». |

Tiy nascuda a Jammin (actual Panòpolis) fou reina d'Egipte i esposa d'Amenofis III (també conegut com a Amenhotep III).

## Biografia
Tiy no era de sang reial sinó de la petita noblesa de Panòpolis (Akhmin). El seu pare, Yuya, era sacerdot de Min i estava al comandament dels carros de guerra i també era intendent de les cavallerisses mentre que, la seva mare Tuya, era la superiora del temple de Min. Tuya també tenia el títol d'ornament reial que li donava accés a la cort, i el de cantora al temple d'Amon. La importància de Tuya i Yuya fou tan gran que, fins i tot, foren enterrats a la vall dels Reis i són de les poques mòmies trobades senceres.
El germà de Tiy, Anen, qui també va ocupar alts càrrecs a la cort d'Amenofis III va esdevenir una persona de confiança pel faraó. Se suposa també que fou germana del faraó Ay.
Tiy es va casar amb Amenofis III quan tindria uns 7 anys i el seu marit uns 10.
Amenofis va fer construir el palau de Malkata, dissenyat per Amenhotep, fill d'Hapu, per a Tiy i l'hi va regalar. En el Palau hi ha un gran llac artificial que també utilitzaven com a dipòsit de rec per millorar els cultius.
Els seus fill coneguts són:
- Sitamon, filla gran, que després es va casar amb el pare,
- Amenofis IV o Akhenaton, que no era el primer hereu,
- Henutaneb, probablement casada amb el pare als 34 anys de regnat,
- Isis o Aset, que es va casar amb el pare probablement als 37 anys de regnat,
- Nebetah,
- Baketaton, la filla petita, esmentada a la tomba del pare.

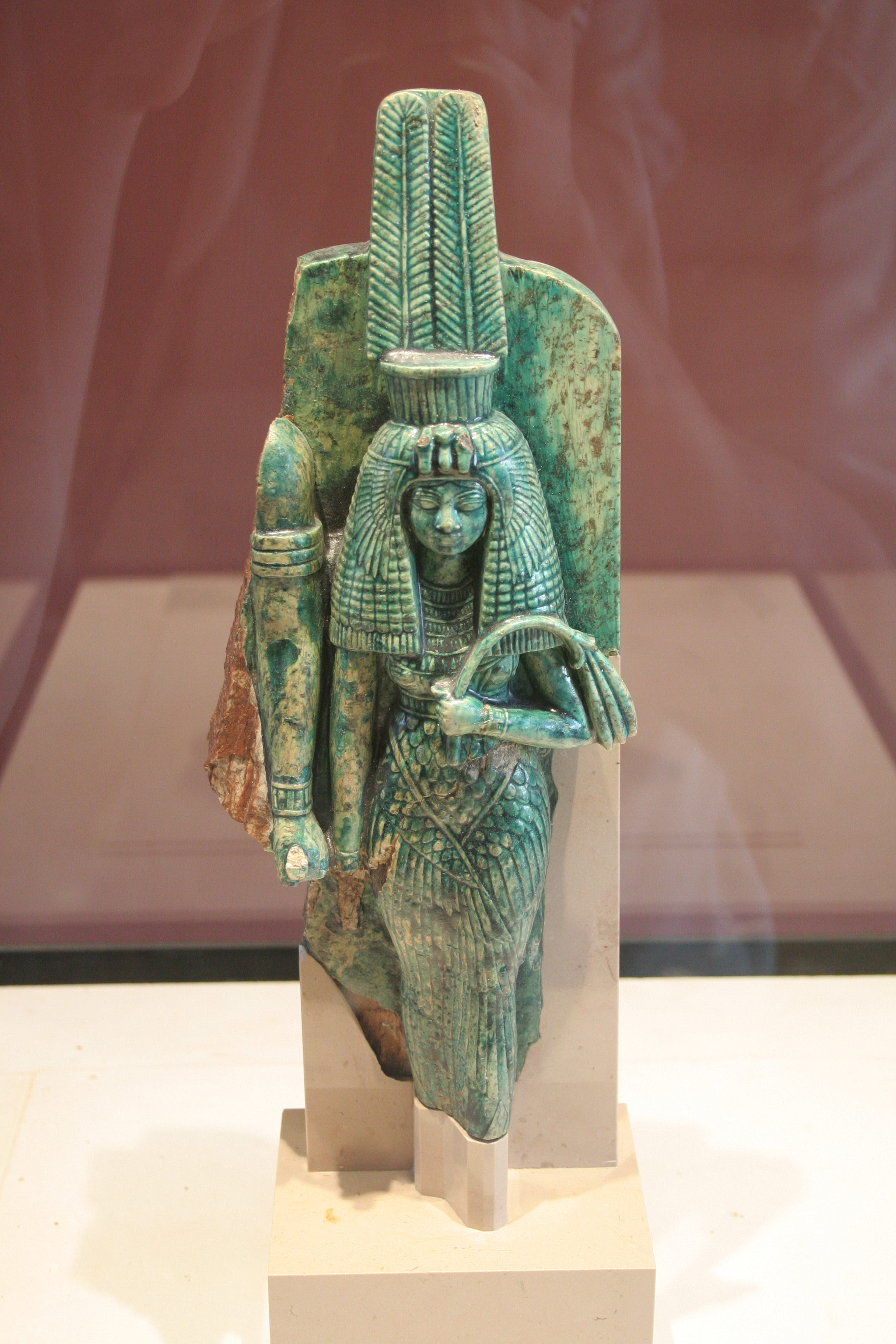
La reina Tiy (Museu del Louvre)

El seu fill Amenofis IV va regnar i va portar a terme una revolució religiosa traslladant el déu principal Amon en favor del déu Aton i la capital de Tebes a Akhetaton, mentre Tiy intentava mantenir els llaços entre Tebes i la nova capital.

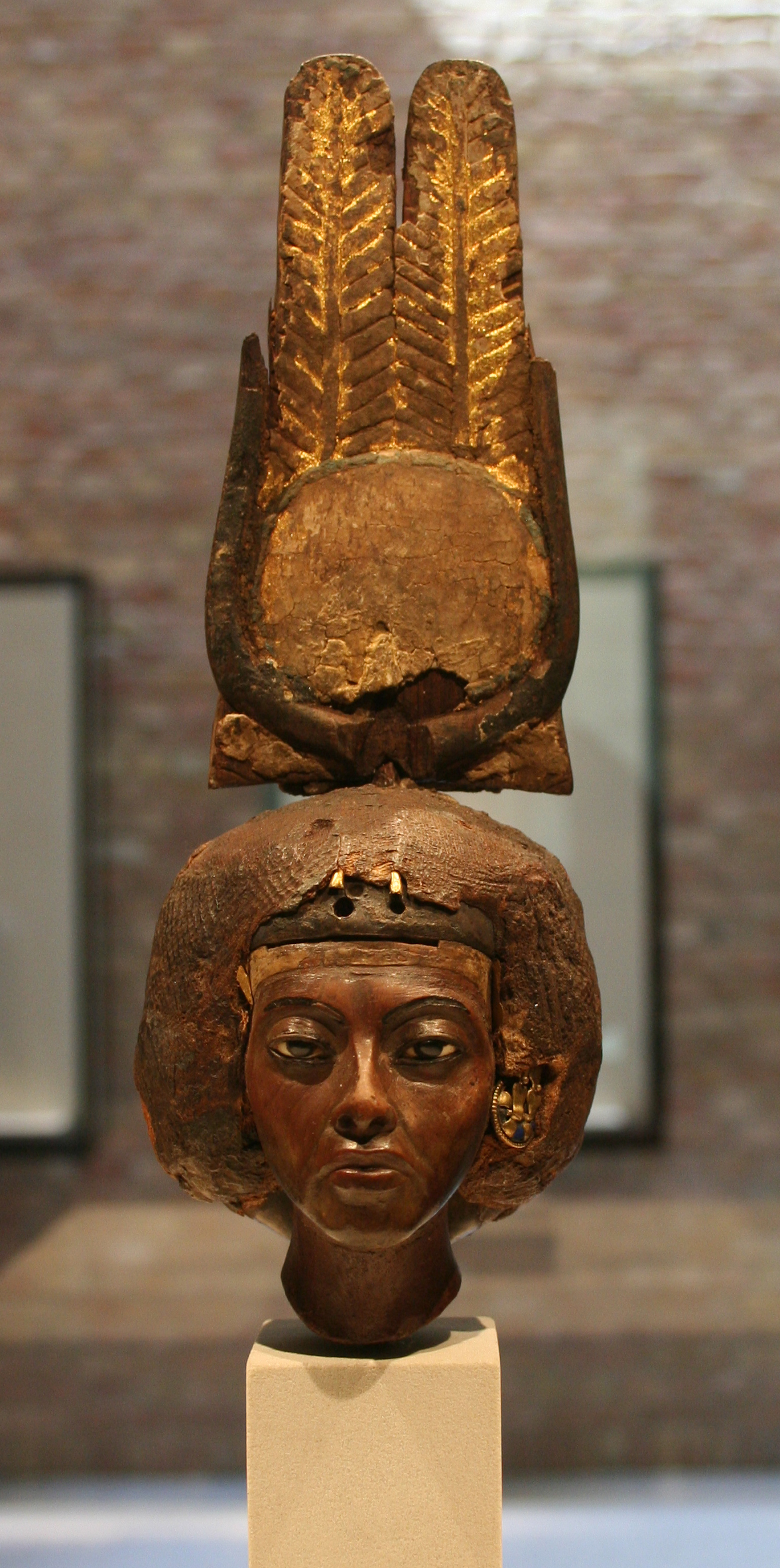
La reina Tiy (Museu Egipci de Berlín)

L'altre fill Tuthmosis, probable hereu, segurament no era fill de Tiy. Tutankhamon (i també el seu probable germà gran Semenkhare), si bé alguns pensen que foren fills seus, en realitat segurament foren els seus nets.

## Lloc d'enterrament
Tiy va sobreviure a Amenofis III potser uns 12 anys, ja que se sap que vivia a Tebes abans de la seva mort (segons les cartes d'Amarna) i fou enterrada a Tell al-Amarna, però després traslladada a Tebes i, probablement, enterrada amb el seu marit en una tomba de la vall dels Reis assenyalada com a WV22, que està datada entre l'any 9è i el 12è del regnat d'Akhenaton (s'han trobat objectes amb el seu nom a la tomba KV55, per la qual cosa no es pot afirmar res amb seguretat). Tiy és probablement l'anomenada "dona vella" del dipòsit de mòmies trobat per Loret a la KV35 (tomba d'Amenofis II). Tindria en morir-se uns 55 anys.